# Helius quadrivena
Helius quadrivena är en tvåvingeart som beskrevs av Alexander 1971. Helius quadrivena ingår i släktet Helius och familjen småharkrankar.
Artens utbredningsområde är Panama. Inga underarter finns listade i Catalogue of Life.